# Херд, Джордж
Джордж Херд (англ. George Herd; 6 мая 1936, Ланарк, Ланаркшир — 5 августа 2024) — шотландский футболист, нападающий.

## Карьера

### Клубная карьера
Херд начал карьеру в Футбольной лиге Хайленда. Он перешёл в Шотландскую футбольную лигу и стал  игроком клуба «Куинз Парк» в 1956 году. Он стал профессиональным игроком в мае 1957 года после перехода в «Клайд». В своём первом сезоне в «Клайде» он выиграл «Кубок Шотландии». В 1961 году он перешёл в «Сандерленд», где также стал тренером в 1969 году. Позже он играл за «Хартлпул Юнайтед».

### Карьера в сборной
В 1958 году стал игроком сборной Шотландии. Всего за национальную команду провёл 5 матчей, забив при этом один гол.

### Смерть
Скончался 5 августа 2024 года на 89-м году жизни.